# Ivan Lučić

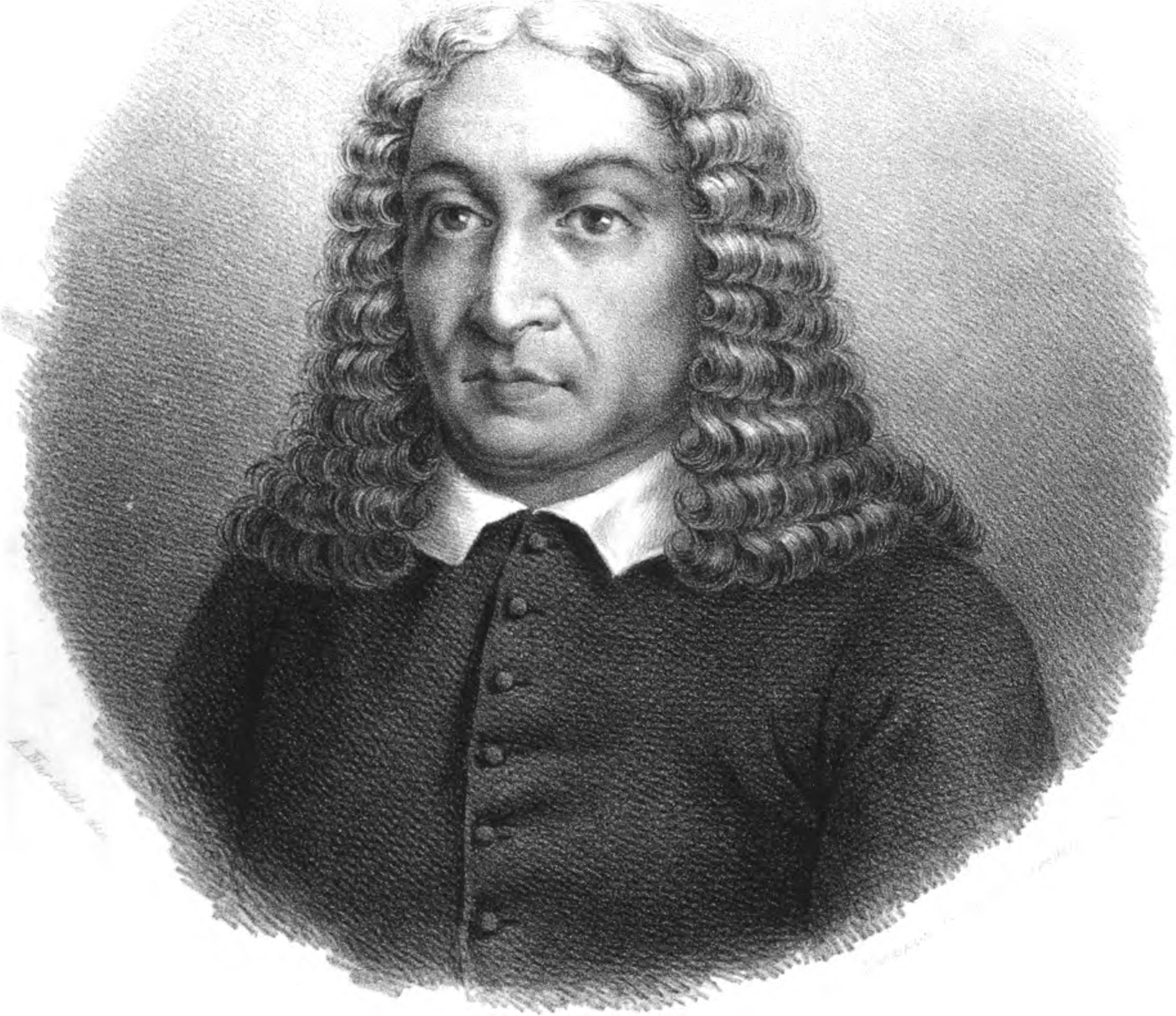
Ivan Lučić

Ivan Lučić (latinisiert Johannes Lucius, italienisch Giovanni Lucio; auch Lucić oder Lucich; * 1604 in Trogir; † 11. Januar 1679 in Rom) war ein kroatischer Historiker und Kartograph.

## Leben
Lučić wurde in Trogir in einer angesehene Patrizierfamilie geboren. Er ist Sohn eines Literatursammlers und Dichters Petar und dessen Frau Klara (geb. Divić).
Eine humanistische Ausbildung erhielt er in seiner Heimatstadt. 1628 schloss er sein Studium der Philosophie, Mathematik, Staatswissenschaften und Literatur in Rom ab. 1630 wurde er an der Universität Padua in Zivil- und Kirchenrecht promoviert.
Nach der Rückkehr in seine Heimat engagierte er sich im öffentlichen Leben von Trogir. Er war Mitglied des Gemeinderates und Stadtrichter. So übte er die Aufgaben eines Ratsherrn, Richters, Kornhausverwalters, Dombetriebs und Stadtmauerkommissärs aus und war zudem Gesandter in Venedig (1643–1646). 1654 wurde er Mitglied des Instituts St. Hieronymus in Rom. Neben der Wahrnehmung von Verwaltungsaufgaben studierte er Kultur- und Politikgeschichte im engeren Rahmen Dalmatiens und im weiteren Kroatiens.
Zu seinem reichen Nachlass zählen umfangreiche Korrespondenzen mit Zeitgenossen (Stjepan Gradić) und zahlreiche Arbeiten auf den Gebieten Archäologie, Geographie, Mathematik, Physik, Astronomie und Bauwesen. Er studierte auch frühchristliche Denkmäler, römische Mosaike und Inschriften. Er wurde in der Kirche St. Hieronymus in Rom begraben.

## Werke

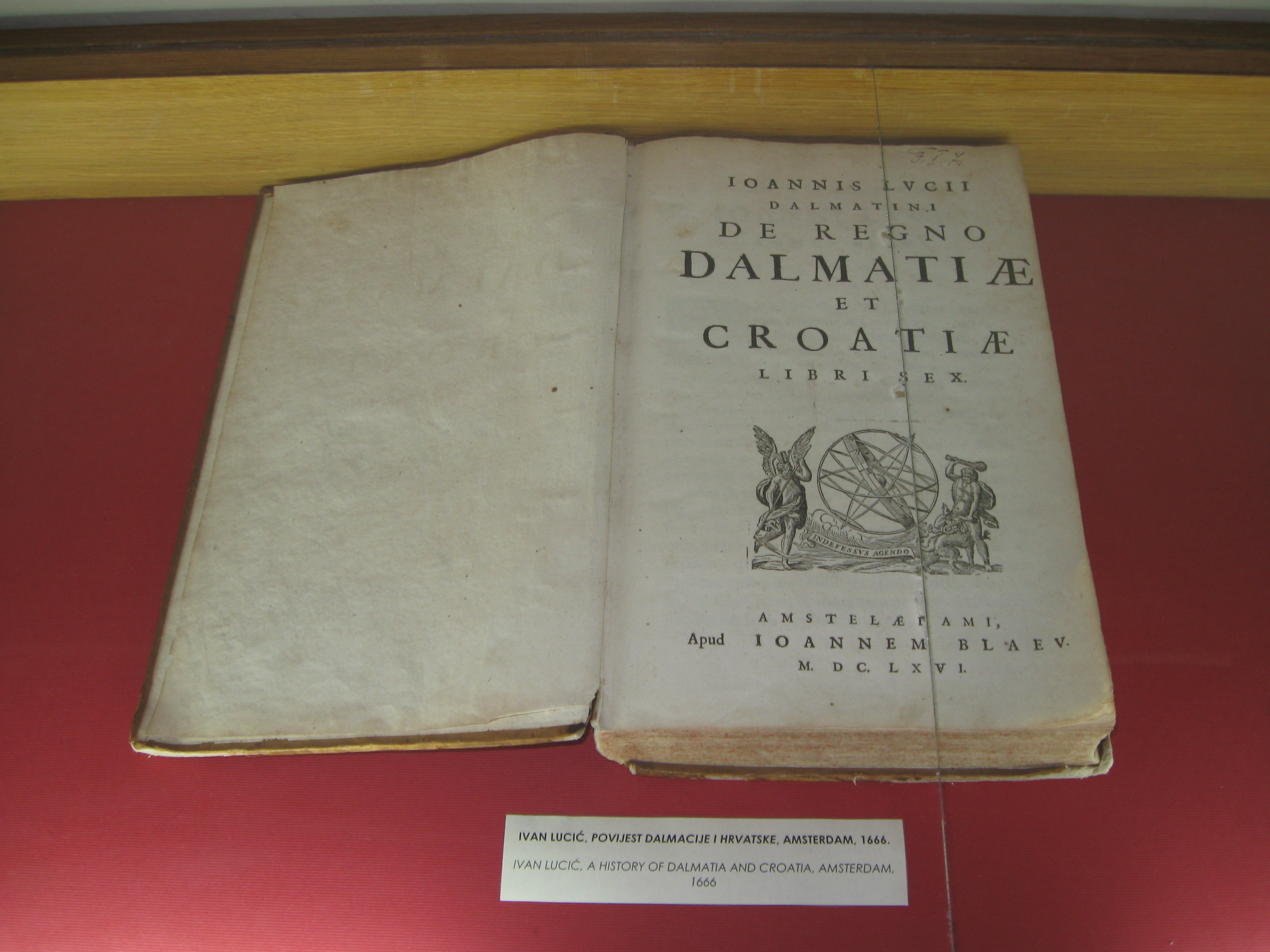
De regno Dalmatiae et Croatiae

- Vita B. Ioannis confessoris episcopi Traguriensis et eius miracula (1657, Rom)
- De Regno Dalmatiae et Croatiae libri sex (11666, 21667, 31668, Amsterdam) (Digitalisat der 1. Ausgabe)
- Memorie istoriche di Tragurio ora detto Traù (1673, Venedig)
- Inscriptiones Dalmaticae (1673, Venedig)
- Historia di Dalmatia – Et in Particolare delle città di Traù, Spalatro e Sebenico (1674, Venedig)
- Notae ad Thesaurum Geographicum Abrahami Ortelii
- Statuta et reformationes civitatis Tragurii (posthum veröffentlicht bei Jerolim Cipiko 1708 in Venedig)